# Painuanlahti
Painuanlahti este o arie protejată (arie de protecție specială avifaunistică — SPA) din Finlanda întinsă pe o suprafață de 937 ha, integral pe uscat.

## Localizare
Centrul sitului Painuanlahti este situat la coordonatele 64°25′56″N 26°45′39″E / 64.4322°N 26.7608°E.

## Înființare
Situl Painuanlahti a fost declarat arie de protecție specială avifaunistică în august 1998 pentru a proteja 46 de specii de animale.

## Biodiversitate
Situată în ecoregiunea boreală, aria protejată nu include niciun habitat protejat.
La baza desemnării sitului se află mai multe specii protejate de  păsări (46): rață sulițar (Anas acuta), gâscă de semănătură (Anser fabalis), stârc cenușiu (Ardea cinerea), ciuf de câmp (Asio flammeus), rața moțată (Aythya fuligula), buhai de baltă (Botaurus stellaris), Calidris canutus, prundaș de nămol (Calidris falcinellus), fugaci roșcat (Calidris ferruginea), fugaci mic (Calidris minuta), bătăuș (Calidris pugnax), fugaci pitic (Calidris temminckii), erete de stuf (Circus aeruginosus), erete vânăt (Circus cyaneus), lebădă de iarnă (Cygnus cygnus), presură de grădină (Emberiza hortulana), șoim de iarnă (Falco columbarius), șoimul rândunelelor (Falco subbuteo), vânturel roșu (Falco tinnunculus), cocor (Grus grus), codalb (Haliaeetus albicilla), Hydrocoloeus minutus, pescăriță mare (Hydroprogne caspia), Larus fuscus fuscus, pescăruș râzător (Larus ridibundus), sitar de mal nordic (Limosa lapponica), sitar de mâl (Limosa limosa), becațină mică (Lymnocryptes minimus), rață pestriță (Mareca strepera), rață catifelată (Melanitta fusca), rață neagră (Melanitta nigra), Mergellus albellus, codobatura galbenă (Motacilla flava), pietrar sur (Oenanthe oenanthe), vultur pescar (Pandion haliaetus), notatița cu ciocul subțire (Phalaropus lobatus), ploier auriu (Pluvialis apricaria), corcodel-cu-gât-roșu (Podiceps grisegena), cresteț pestriț (Porzana porzana), Spatula clypeata, rață cârâitoare (Spatula querquedula), chiră de baltă (Sterna hirundo), Sterna paradisaea, fluierar negru (Tringa erythropus), fluierar de mlaștină (Tringa glareola), fluierarul cu picioare roșii (Tringa totanus).
Pe lângă speciile protejate, pe teritoriul sitului au mai fost identificate 11 specii de păsări.